# 윤양하
윤양하(한국 한자: 尹良河,, 본명: 윤병규, 1940년 5월 1일 ~ 2021년 9월 4일)는 대한민국의 배우였다.

## 생애
1940년 일제강점기 조선 전라북도 순창에서 태어났고, 1964년 도쿄올림픽에 유도 국가대표 최종 선발전을 탈락하자, 이후 영화배우로 전향했다.
2021년 9월 4일(현지시각 9월 5일) 미국 버지니아주 자택에서 세상을 떠났다.

## 학력
- 순창고등학교 (졸업)
- 용인대학교 연극영화학과 (졸업)

## 출연작

### 영화
- 《란의 연가》 (2003년) - 원장 역
- 《퀵 맨》 (2002년) - 아버지 역
- 《천사의 시》 (2001년)
- 《골뱅이@실명제》 (2001년) - 교장 선생님 역
- 《그 여자의 숨소리》 (1995년)
- 《도둑과 시인》 (1994년)
- 《립스틱 그리고 남자의 사랑》 (1994년)
- 《칠삭동이의 설중매》 (1994년)
- 《여자의 시대는 끝나지 않는다》 (1993년)
- 《숲속의 방》 (1992년) - 아버지 역
- 《나의 아내를 슬프게 하는 것들》 (1991년) - 황 판사 역
- 《여군외출》 (1990년) - 강 중장 역
- 《남자 시장》 (1990년)
- 《마유미》 (1990년) - 외무부 차관보 역
- 《아제 아제 바라아제》 (1989년)
- 《삼박골 보리밭》 (1988년) - 진사 역
- 《지금은 양지》 (1988년)
- 《연산일기》 (1988년) - 성종 역
- 《덫》 (1987년)
- 《물망초》 (1987년)
- 《지옥의 링》 (1987년)
- 《유정》 (1987년) - 박 교수 역
- 《대야망》 (1987년)
- 《요화 어을우동》 (1987년) - 김세적 역
- 《서울의 탱고》 (1987년)
- 《씨받이》 (1987년)
- 《투명인간》 (1986년)
- 《황진이》 (1986년)
- 《물목》 (1986년)
- 《티켓》 (1986년) - 박 선장 역
- 《밤을 벗기는 독장미》 (1985년)
- 《설마가 사람잡네》 (1985년)
- 《불의 회상》 (1985년)
- 《흐르는 강물을 어찌 막으랴》 (1984년)
- 《남과 북》 (1984년)
- 《초대받은 성웅들》 (1984년)
- 《스타페리의 불청객》 (1984년)
- 《여자는 남자를 쏘았다》 (1984년)
- 《낮과 밤》 (1984년)
- 《불의 딸》 (1983년)
- 《이 한몸 돌이 되어》 (1983년)
- 《일송정 푸른 솔은》 (1983년) - 참모장 역
- 《마계의 딸》 (1983년)
- 《나비 품에서 울었다》 (1983년)
- 《아벤고 공수군단》 (1982년) - 백상수 역
- 《만다라》 (1981년)
- 《뻐꾸기도 밤에 우는가》 (1981년)
- 《깃발없는 기수》 (1980년) - 순익 역
- 《복부인》 (1980년)
- 《30일간의 야유회》 (1980년)
- 《저 파도위에 엄마 얼굴이》 (1979년)
- 《족보》 (1979년)
- 《내장성의 대복수》 (1978년)
- 《오륙도 이무기》 (1978년)
- 《임진왜란과 계월향》 (1977년)
- 《가족》 (1976년)
- 《흑귀》 (1976년)
- 《방랑의 영웅》 (1975년)
- 《태백산맥》 (1975년)
- 《안나의 유서》 (1975년)
- 《연화》 (1975년)
- 《본능》 (1975년)
- 《하얀 손수건》 (1974년)
- 《아리랑》 (1974년)
- 《울지 않으리》 (1974년)
- 《악인의 계곡》 (1974년)
- 《호랑이 아줌마》 (1974년)
- 《종야》 (1973년)
- 《똘똘이 해상 특공대》 (1973년)
- 《청춘 하이웨이》 (1973년)
- 《처녀 시절》 (1973년) - 민상규 역
- 《황사진》 (1973년)
- 《넋》 (1973년)
- 《일요일의 손님들》 (1973년)
- 《대추격》 (1973년)
- 《앙케의 영웅들》 (1973년)
- 《특공외인부대》 (1973년) - 왕칭칭 역
- 《비바리》 (1973년)
- 《서산대사》 (1972년)
- 《별이 빛나는 밤에》 (1972년)
- 《설야의 여곡성》 (1972년)
- 《분노의 세 얼굴》 (1972년)
- 《20인의 여도적》 (1972년)
- 《원한의 두 꼽추》 (1971년)
- 《검은안경》 (1971년)
- 《예산시악시》 (1971년)
- 《요검》 (1971년)
- 《춘색한녀》 (1971년)
- 《30년만의 대결》 (1971년) - 달수의 아들 민 역
- 《황금독수리》 (1971년)
- 《옥합을 깨뜨릴 때》 (1971년)
- 《무영탑》 (1970년)
- 《천사의 눈물》 (1970년)
- 《6인의 난폭자》 (1970년)
- 《월하의 검》 (1970년)
- 《속눈썹이 긴 여자》 (1970년)
- 《벌거벗은 태양》 (1970년)
- 《밤차로 온 사나이》 (1970년)
- 《필살의 검》 (1969년)
- 《의협 방랑의 형제》 (1969년)
- 《시발점》 (1969년)
- 《돌아온 선창》 (1969년)
- 《겨울 부인》 (1969년)
- 《지하실의 7인》 (1969년)
- 《직녀성》 (1968년)
- 《동경 특파원》 (1968년)
- 《순애보》 (1968년)
- 《밀어》 (1967년)
- 《폭로》 (1967년)
- 《빙점》 (1967년)
- 《까치 소리》 (1967년)
- 《소문난 여자》 (1966년)

## 가족 관계
- 배우자 : 서성미
  - 장남 : 윤세웅
  - 차남 : 윤태웅
- 동생 : 윤연선